# Moscardón
Moscardón – gmina w Hiszpanii, w prowincji Teruel, w Aragonii, o powierzchni 26,93 km². W 2011 roku gmina liczyła 64 mieszkańców.